# جنجال‌های بی‌بی‌سی

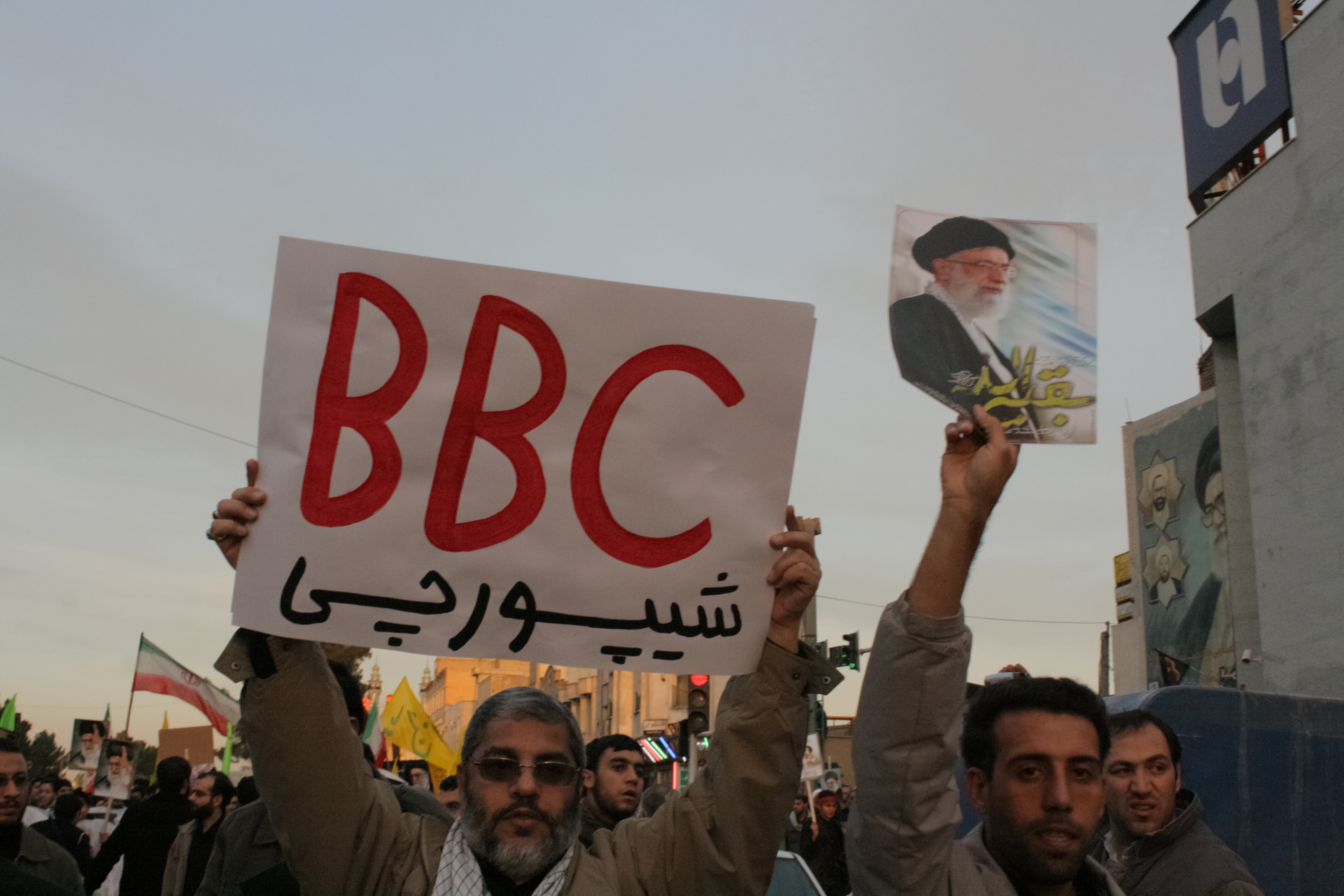
معترضان به شبکه بی بی سی، در شهر قم با پلاکاردی که بر روی آن نوشته شده "بی بی سی شیپورچی" (که کنایه ای طنز به یک شخصیتی کارتونی به نام شیپورچی در سریال پسر شجاع دارد که در سالهای ۱۹۷۵ الی ۱۹۷۸ در ژاپن تولید و پخش شده است)

این مقاله، به ترتیب زمانی، مجاده‌ها مختلف پیرامون بی‌بی‌سی یا مربوط به آن را تشریح می‌کند.

## سال‌های اول

### اعتصاب عمومی۱۹۲۶
در سال۱۹۲۶، شورای عمومی کنگره اتحادیه‌های کارگری (TUC) برای جلوگیری از کاهش دستمزدها و بدتر شدن شرایط برای۱٫۲ میلیون معدنچی که در قفل شده بودند، اعتصاب عمومی را فراخواند. سیاستمداران حزب کارگر مانند رمزی مک دونالد، رهبر حزب و فیلیپ اسنودن از بی بی سی به دلیل «سوگیری» و «گمراه کردن افکار عمومی» درطول اعتصاب انتقاد کردند.
نخست‌وزیر استنلی بالدوین توسط ریث در جریان یک پخش سراسری در مورد اعتصابی که از خانه ریث انجام داده بود، هدایت می‌شد. وقتی رمزی مک‌دونالد در پاسخ از او درخواست کرد که یک برنامه پخش کند، ریث از این درخواست پشتیبانی کرد. با این حال، بالدوین «کاملاً مخالف پخش مک‌دونالد» بود و ریث این درخواست را رد کرد.
دولت بالدوین از پخش بیانیه‌های بی‌بی‌سی دربارهٔ اعتصاب رهبران حزب کارگر و شورای عمومی کنگره اتحادیه‌های کارگری جلوگیری کرد. زمانی که فیلیپ اسنودن، وزیر خزانه داری سابق، در نامه ای به رادیو تایمز از رفتار بی بی سی با اتحادیه‌ها شکایت کرد، ریث نوشت که بی بی سی کاملاً مستقل از دولت نیست، که محدودیت‌هایی را در مورد آنچه بی بی سی می‌توانست اعمال کرده بود. انجام دادن. راندال دیویدسون، اسقف اعظم کانتربری، مایل بود یک «فریاد صلح» را برای پایان فوری اعتصاب، تمدید یارانه‌های دولتی به صنعت زغال‌سنگ و عدم کاهش دستمزد معدنچیان پخش کند. ریث درخواست او را رد کرد زیرا معتقد بود وینستون چرچیل از چنین سخنرانی برای مدیریت بی بی سی استفاده می‌کند. چرچیل می‌خواست از بی بی سی به عنوان ابزار دولتی درطول اعتصاب استفاده کند. ریث در دفتر خاطره‌ها خود نوشت که دولت «می‌داند که می‌تواند به ما اعتماد کند که واقعاً بی طرف نباشیم».
یک تحلیل پس از اعتصاب که توسط بخش مکاتبه‌ها برنامه بی‌بی‌سی انجام شد، گزارش داد که از میان شرکت‌کنندگان در نظرسنجی، ۳۶۹۶ نفر پوشش بی‌بی‌سی را ستایش کردند، در حالی که۱۷۶ نفر انتقادی بودند.

### بین جنگ‌ها
از سال۱۹۲۷، در بی بی سی بحث‌هایی بر سر بی طرفی وجود داشت. در سال۱۹۲۷، تحت یک منشور سلطنتی، بی‌بی‌سی برای اولین بار به یک نهاد عمومی تبدیل شد–با الزاماتی از جمله نیاز به بی‌طرفی و عدم ابراز نظر کارکنان در مورد موضوعاهای بحث‌برانگیز.
قبل از جنگ جهانی دوم، سر جان ریث، وینستون چرچیل را از پخش امواج بی بی سی کنار گذاشت. در زمان توافقنامه مونیخ در سال۱۹۳۸، چرچیل «شکایت کرد که با او بسیار بد رفتار شده‌است… و اینکه همیشه توسط بی‌بی‌سی او را خفه می‌کردند.»

### دهه۱۹۳۰ تا جنگ سرد: بررسی MI5
از اواخر دهه۱۹۳۰ تا پایان جنگ سرد، ام‌آی۵ یک افسر در درخواست کنندگان سرمقاله بررسی بی بی سی داشت. درطول جنگ جهانی دوم، «براندازان»، به ویژه کمونیست‌های مظنون مانند خواننده فولک، ایوان مک کول، از بی بی سی محروم شدند. سوابق پرسنلی افراد مشکوک با یک برچسب سبز رنگ مشخص یا «درخت کریسمس» مهر شده بود. تنها تعداد انگشت شماری از کارکنان بی‌بی‌سی می‌دانستند که «درخت کریسمس» به چه معناست.

### دهه۱۹۳۰: جنجال تجاری رادیو
ازآنجایی که بی‌بی‌سی هم به یک نهاد انحصاری و هم غیرتجاری تبدیل شده بود، بزودی با رقابت جنجالی از سوی سوژه‌های بریتانیایی که قبل از جنگ جهانی دوم فرستنده‌های اجاره‌ای را در قاره اروپا کار می‌کردند، برای پخش برنامه‌های رادیویی تجاری در بریتانیا مواجه شد. جان ریث، که اختیاراتی برای دیکته کردن خروجی فرهنگی بی‌بی‌سی به او داده شده بود، باهدایت مخالفان به این ایستگاه‌های تجاری تلافی کرد. وقتی دولت بریتانیا تلاش کرد تاچاپ اطلاعات برنامه خود را سانسور کند، جنجال بمطبوعات کشیده شد. فشار از موفقیت این ایستگاه‌ها ایجاد شد.

### دهه۱۹۳۰ به بعد: پخش جاز
ماریستا لیشمن، دختر ریث، در بیوگرافی پدرش،پدر من: ریث از بی‌بی‌سی، گفت که او پخش موسیقی جاز را در بی‌بی‌سی ممنوع کرده‌است و در دفتر خاطره هاش نوشته‌است که «آلمان جاز داغ را ممنوع کرده‌است و من متاسفم که باید در برخورد با این محصول کثیف مدرنیته عقب باشیم.» می‌توان بحث کرد که این میراث هنوز هم امروزه تأثیر دارد. در سال۲۰۱۰٬۱۹ نماینده مجلس از طرحی حمایت کردند که «این مجلس نگران است که رادیو بی‌بی‌سی چنین زمان پخش کمی را به موسیقی جاز اختصاص دهد» یک مطالعه خدمات جاز در سال۲۰۱۵ گزارش داد که موسیقی جاز به عنوان درصدی از کل خروجی موسیقی تنها۱٫۷۴ درصد است. رادیو۲ و۳٫۶۲٪ در رادیو 3. در سال۲۰۱۹ بی‌بی‌سی از کاهش برنامه‌های جاز در بی‌بی‌سی خبرداد.

## پس از جنگ

### دهه۱۹۵۰: ادعای دست داشتن در کودتای ایران
یک مستند رادیو بی بی سی در سال ۲۰۰۵ ادعا کرد که شواهدی در دست دارد که نشان می‌دهد یک خبرخوان رادیویی یک شب تابستانی در سال ۱۹۵۳ کلمه «دقیقا» را در ساعت نیمه شب درج کرده‌است، به عنوان «اکنون دقیقا نیمه شب است»، کلمه رمزی به شاه ایران که بریتانیا از برنامه‌های او برای کودتا حمایت کرد. مستند گفت که شاه کلمه را انتخاب کرده بود و بی بی سی به درخواست دولت این کلمه را پخش کرد. به‌طور رسمی، بی‌بی‌سی هرگز رمز کلمه طرح را تأیید نکرده‌است. سخنگوی بی‌بی‌سی از اظهارنظر دربارهٔ ارتباط احتمالی خودداری کرد.

### دهه۱۹۵۰: جنجال تلویزیونی مستقل
دولت وینستون چرچیل قانون تلویزیون را در سال۱۹۵۴ تصویب کرد که اجازه ایجاد اولین شبکه تلویزیونی تجاری در بریتانیا به نام آی‌تی‌وی را داد. این موضوع در مجلس اعیان از جمله لرد ریث مورد انتقاد قرار گرفت. چرچیل به دکترش، لرد موران، توضیح داد: «من مخالف انحصار بی‌بی‌سی هستم. برای یازده سال آنها مرا از روی آنتن دور نگه داشتند. آنها من را از بیان نظرهایی که ثابت شده‌است منع کردند. رفتار آنها ظالمانه بوده‌است. آنها با سوسیالیست‌ها احتمالاً با کمونیست‌ها لانه زنبوری هستند.»

### ۱۹۶۵: بازی جنگ
فیلم بازی جنگ به کارگردانی پیتر واتکینز، یک شبه مستند است که پیامدهای حمله خیالی به لندن با بمب هسته ای یک مگاتنی را بازگو می‌کند.بازی جنگی که برای بیستمین سالگرد پرتاب بمب در هیروشیما در ۶ اوت ۱۹۶۵ در نظر گرفته شده بود، توسط بی‌بی‌سی ممنوع شد و گفت که برای رسانه پخش بسیار وحشتناک است. لرد نورمنبروک، رئیس شورای حکام بی‌بی‌سی، در نامه‌ای محرمانه به وزیر کابینه، برک ترند، نوشت: «نمایش این فیلم در تلویزیون ممکن است تأثیر قابل‌توجهی بر نگرش عمومی نسبت به سیاست بازدارندگی هسته‌ای داشته باشد». اگرچه این فیلم توسط مؤسسه فیلم بریتانیا (BFI) اکران محدودی در سینما داشت و جایزه اسکار را به عنوان بهترین مستند دریافت کرد، اما این فیلم تا سال۱۹۸۵ توسط بی‌بی‌سی نمایش داده نشد.
در سال ۲۰۱۲،جان پیلگر نوشت که با ممنوع کردن فیلم واتکینز، بی‌بی‌سی «وظیفه پخش دولتی را به عنوان سنگ بنای نخبگان حاکم بریتانیا» انجام می‌دهد.

### دهه۱۹۶۰
مری وایت هاوس «کمپین تلویزیونی پاکسازی» خود را در آوریل۱۹۶۴ راه اندازی کرد. به نظر او، هیو گرین به عنوان مدیر کل بی بی سی «بیش از هرکس دیگری مسئول سقوط اخلاقی در این کشور بود.» کمپین وایت هاوس و حامیانش به زودی به انجمن ملی بینندگان و شنوندگان تبدیل شد. خانم وایت هاوس مخالف سیاست‌های آزادسازی بود که گرین دنبال می‌کرد و تا حد زیادی توسط جانشینان او در شرکت حمایت می‌شد. کمپین وایت هاوس بیشتر بر بی بی سی متمرکز بود تا آی تی وی، و او برای چندین دهه از شهرت عمومی بالایی برخوردار بود. مطبوعات تبلوید همچنین از بی بی سی به دلیل آنچه که بعنوان نقص درکیفیت برنامه‌نویسی تلقی می‌شود،انتقاد کردند.
در سال۱۹۶۹،رویترز با افتتاح یک سرویس گزارش درخاورمیانه بعنوان بخشی از طرح وزارت خارجه بریتانیا برای تأثیرگذاری بر رسانه‌های بین‌المللی موافقت کرد. به منظور حفاظت از اعتبار رویترز، که ممکن است درصورت مشخص شدن بودجه دولت بریتانیا آسیب دیده باشد، بی‌بی‌سی به رویترز «اشتراک‌های افزایش‌یافته» را برای دسترسی به سرویس خبری خود پرداخت کرد و به نوبه خود توسط دولت بریتانیا غرامت دریافت کرد. هزینه اضافی بی بی سی بر اساس این طرح طی چهار سال ۳۵۰هزار پوند به رویترز پرداخت کرد.

### ۱۹۷۱: مردان دیروز
مردان دیروز یک مستند بی بی سی است که برای اولین بار در ژوئن1971 در مورد وزرای سابق دولت کارگری هارولد ویلسون که اکنون مخالفت را تجربه می‌کردند، پخش شد. رویکرد برنامه سازان، که شامل خبرنگار دیوید دیمبلبی بود، خشم ویلسون و حزب کارگر را برانگیخت که آن را نشان دهنده تعصب صریح محافظه کار می‌دانستند. بر اساس تاریخچه رسمی صفحه وب بی بی سی در مورد این حادثه، سیاستمداران حزب کارگر «به‌طور مؤثر فریب خوردند تا در برنامه ای شرکت کنند که آنها را به سخره بگیرد». دیمبلبی درطول مصاحبه خود از ویلسون در مورد پولی که از خاطره هاش به دست آورده بود، توسط دیمبلبی پرسیده شد، سوالی که منجر به تبادل نظر شدید بین آنها شد. ویلسون می‌خواست این برنامه متوقف شود، اما با تغییرات جزئی پخش شد.

### ۱۹۷۹: پانوراما
در نوامبر۱۹۷۹،پانوراما مردان نقابدار ارتش جمهوری‌خواه ایرلند را نشان داد که در یک سد راه در کریکمور بودند. ارتش و پلیس سلطنتی اولستر فوراً همکاری خود را لغو کردند و رهبر اتحادیه، جیمز مولینو ادعا کرد که فیلمبرداری «حداقل یک فعالیت خیانت آمیز» بوده‌است. فرمانداران بی‌بی‌سی بیانیه‌ای صادر کردند که تیم پانوراما را مقصر دانست و اعتراف کرد که فیلمبرداری از سد راه ارتش جمهوری‌خواه ایرلند «به نظر می‌رسد نقض آشکار دستورالعمل‌های موجود در رابطه با فیلمبرداری در ایرلند باشد». درمجلس عوام، تیم ایگار، نماینده محافظه‌کار، از مارگارت تاچر، نخست‌وزیر درخواست کرد که «با فرمانداران بی‌بی‌سی تماس بگیرد تا نگرانی شدید خود را در مورد روشی که تیم پانوراما ظاهراً ارتش جمهوری‌خواه ایرلند را تشویق به نقض قانون در شمال کرده‌است، ابراز کند." تاچر پاسخ داد که دولت در مورد این برنامه با بی بی سی تماس گرفته‌است: «عزیزم. دوستان می‌دانند که این اولین بار نیست که ما فرصتی برای مطرح کردن موارد مشابه با بی بی سی داشته‌ایم. حق من عزیزم دوست وزیر کشور و من فکر می‌کنم که وقت آن رسیده‌است که بی بی سی خانه خود را مرتب کند.»

## ۱۹۸۰–۱۹۹۰

### ۱۹۸۲: جنگ فالکلند
درطول جنگ فالکلند، نخست‌وزیر مارگارت تاچر و برخی از نمایندگان محافظه‌کار بر این باور بودند که بی‌بی‌سی بین بریتانیا و آرژانتین بیش از حد یکنواخت است و به‌جای «نیروهای ما» و «دشمن» به «انگلیسی‌ها» و «آرژانتینی‌ها» اشاره می‌کرد.
در ۲مه، طی گزارشی برای نیوزنایت، پیتر اسنو اظهار داشت: «تا زمانی که انگلیسی‌ها نشان داده نشوند که ما را فریب می‌دهند یا زیان‌ها را پنهان می‌کنند، ما فقط می‌توانیم به نسخه بریتانیایی رویدادها اعتبار بیشتری بدهیم». جان پیج، نماینده محافظه کار، شکایت کرد که این برنامه «کاملا توهین آمیز و تقریباً خیانت آمیز» است. تاچر درپاسخ به سؤالی از پیج در ۶می‌گفت: «بسیاری از مردم واقعاً نگران هستند که پرونده نیروهای بریتانیایی ما به‌طور کامل و مؤثر به پایان نرسد. من می‌دانم که مواقعی وجود دارد که بنظر می‌رسد با ما و آرژانتینی‌ها تقریباً برابر و تقریباً بیطرفانه رفتار می‌شود. من می‌دانم که مواردی وجود دارد که برخی از مفسران می‌گویند که آرژانتینی‌ها کاری کردند و سپس «انگلیسی ها» کاری کردند. فقط می‌توانم بگویم که اگر اینطور باشد باعث آزار و ایجاد احساسات شدید در بین بسیاری از مردم می‌شود.» روزنامه سان سرمقاله ای را در ۷مه منتشر کرد باعنوان «جرأت کنید آن را خیانت بنامید: خائنانی در میان ما هستند» که در آن برف را مورد انتقاد قرار داد. دیلی میرور در سرمقاله ای با عنوان «فاحشه خیابان فلیت» به دفاع از اسنو پرداخت و سان را «درشت و جنون» خواند و گفت که «از ناودان به فاضلاب افتاده‌است.» خورشید امروز برای روزنامه‌نگاری همان چیزی است که دکتر جوزف گوبلز از نظر حقیقت بود.»
نسخه۱۰می پانوراما (با عنوان "آیا می‌توانیم از جنگ جلوگیری کنیم؟") نیز خشم را برانگیخت. یک روز پس از پخش آن، سالی اوپنهایم، نماینده محافظه‌کار، از تاچر در مجلس عوام پرسید: «آیا او می‌داند که در اکثر موارد، اما نه همه، این یک اهانت‌آمیز نفرت‌انگیز، خرابکارانه بود که در آن مایکل کاکرل و سایر خبرنگاران بی‌بی‌سی بی‌حرمتی کردند. حق آزادی بیان در این کشور؟ تاچر در پاسخ گفت: «من با نگرانی عمیقی که از طرف‌های مختلف، به‌ویژه در مورد محتوای برنامه «پانوراما» عصر دیروز ابراز شده، شریک هستم. من می‌دانم که بسیاری از مردم چقدر احساس می‌کنند که پرونده کشور ما در برخی از برنامه‌های بی‌بی‌سی من نمی‌گویم همه با قدرت کافی مطرح نمی‌شود. رئیس بی‌بی‌سی به ما اطمینان داده‌است و با قاطعیت گفته‌است که بی‌بی‌سی در این مورد بی‌طرف نیست و امیدوارم بگفته‌های او مورد توجه بسیاری از کسانی قرار گیرد که مسئولیت دفاع از گروه ضربت ما را بر عهده دارند. پسران، مردم ما و آرمان دموکراسی.»
بگفته فرمانده نیروی دریایی بریتانیا، سندی وودوارد، در حالی که انگلیسی‌ها در حال آماده شدن برای فرود در سن کارلوس بودند، سرویس جهانی بی‌بی‌سی پخش کرد که گروه نبرد و گروه آبی خاکی نیروی ضربت بهم پیوسته‌اند. وودوارد بعداً نوشت: "امیدوار بودم که این مقاله‌ها خاص حداقل تا پس از فرود واقعی یک راز نظامی باقی بماند، اما مانند همیشه رسانه‌های بریتانیایی بیشتر به حقیقت علاقه مند بودند تا عواقب آن برای مردم خودمان. ما خشمگین شدیم.» برخی در گروه ضربت گفتند که «اگر در راه ضربه خوردیم و افراد زیادی را از دست دادیم، مدیرکل بی‌بی‌سی باید به خیانت متهم شود». کمی قبل از حمله به گوس گرین، بی بی سی پخش کرد که حمله قریب الوقوع است و هنگ ۲پارا در ۵مایلی داروین قرار دارد. بگفته وودوارد، «هنوز هم عده‌ای هستند که معتقدند گزارش بی‌بی‌سی مستقیماً مسئول «کمین» آرژانتینی بود که در آن سرهنگ جونز و بسیاری دیگر جان باختند. با ایستادن در اتاق عملیات هرمس در روزی که بی‌بی‌سی عملاً به ارگ‌ها موقعیت و رفتار ما را اطلاع داد، مطمئن هستم که همه ما همین احساس را داشتیم. تاچر بعداً نوشت: «بسیاری از مردم (از جمله ما) نگرش [رسانه‌ها] به‌ویژه بی‌بی‌سی را دوست نداشتند… دغدغه من همیشه امنیت نیروهایمان بود.» او همچنین از افشای موضع ۲ پارا توسط بی‌بی‌سی عصبانی بود: «آیا می‌توانست ارتشی وجود داشته باشد که مجبور باشد در برابر گزارش‌های رسانه‌ای مانند آن مبارزه کند؟»

### ۱۹۸۴: جنجال «گرایش ستیزه جویانه مگی».
در ژانویه۱۹۸۴، برنامه پانورامای بی‌بی‌سی «گرایش مبارزات مگی» را پخش کرد که ادعا می‌کرد تعدادی از نمایندگان محافظه‌کار از جمله (نیل همیلتون، هاروی پراکتور و جرالد هاوارث) با سازمان‌های راست افراطی هم در بریتانیا و هم در قاره ارتباط دارند.
این برنامه بر اساس گزارش داخلی حزب محافظه کار که توسط فیل پدلی، رئیس محافظه کاران جوان گردآوری شده بود.پانوراما وضعیت خود را با یکی از معاونان ارشد حزب محافظه کار تأیید کرد. این گزارش یک هفته قبل از پخش برنامه به‌طور رسمی به حزب ارائه شد. درطول ساخت این برنامه، تلاش برای تماس با برخی از نمایندگان نامبرده برای اظهار نظر ناموفق بود. (کریستین همسر همیلتون بعداً توضیح داد که چگونه "من و نیل "روشی ابداع کرده بودیم تا مطمئن شویم که پرسنل پانوراما در موقعیتی نیستند که بگویند نیل از صحبت کردن خودداری کرده‌است".) این برنامه قبل از مخابره توسط وکلای بی بی سی، توسط رئیس تلویزیون امور جاری و توسط دستیار ارشد مدیر کل، مارگارت داگلاس بررسی شد.
دو نفر از نمایندگان مجلس نامبرده در این برنامه (همیلتون و هاوارث) از بی بی سی و برنامه سازان شکایت کردند. مدیر کل، آلاسدیر میلن، توصیه‌های حقوقی خود بی بی سی و دستیار ارشد خود را بررسی کرد و اعلام کرد که این برنامه «راک محکم» است. شورای حکام (رئیس استوارت یانگ) نیز از این برنامه حمایت کرد تا دردادگاه از آن دفاع شود. استوارت یانگ در اوت۱۹۸۶، دو ماه قبل از محاکمه شدن پرونده افترا علیه پانوراما درگذشت. رئیس جدیدی به نام مارمادوک هاسی منصوب شده بود، اما به‌طور رسمی به بی بی سی نرسیده بود که دادگاه در۱۳ اکتبر۱۹۸۶ آغاز شد. با این حال هاسی با وکیل بی بی سی، چارلز گری صحبت کرد. هاسی در خاطره‌ها خود می‌گوید که «گری فکر می‌کرد بعید است که بی بی سی برنده شود.» سر چارلز گری این گفته را رد می‌کند و می‌گوید که «من و پسرم هر دو فکر می‌کردیم که پرونده قابل پیروز شدن است».
چهار روز اول محاکمه به بیانیه‌های آغازین همیلتون و هاوارث و وکلای آنها اختصاص یافت که بازتاب گسترده‌ای در مطبوعات داشت. در عصر روز چهارم، آلن پروترو، دستیار مدیر ارشد بی‌بی‌سی، به تیم حقوقی بی‌بی‌سی و متهمان نامبرده اطلاع داد که فرمانداران اکنون مایلند پرونده را فوراً حل و فصل کنند. این امر مانع از ارائه دفاعیه بی‌بی‌سی به دادگاه یا شناخته شدن برای عموم شد.
همیلتون و هاوارث هر کدام ۲۵۰۰۰پوند غرامت دریافت کردند. هزینه‌ها ۲۴۰۰۰۰پوند بود. آنها از پرونده خود علیه فیل پدلی صرف نظر کردند.

### ۱۹۸۴: پوشش جعلی اعتصاب معدنچیان
فیلمی از به اصطلاح «نبرد اورگریو» در۱۸ ژوئن۱۹۸۴ توسط گروهی از بی بی سی فیلمبرداری شده بود. هنگامی که آن شب در بولتن‌های خبری بی‌بی‌سی ظاهر شد، بدون ترتیب زمانی ویرایش و پخش شد، و به دروغ نشان می‌داد که پیکت‌ها به سمت پلیس سنگ پرتاب می‌کردند و پلیس متعاقباً اتهامی را انجام می‌داد.

### ۱۹۸۶: جنجال حمله لیبی
گزارش بی بی سی نیوز در ششم از بمباران آمریکا به لیبی خشم تاچر و نورمن تبیت، رئیس حزب محافظه کار را برانگیخت، زیرا آنها معتقد بودند که تبلیغات دولت لیبی در مورد تلفات غیرنظامیان را می‌پذیرد و به این دلیل که به سخنگویان آمریکایی یا بریتانیایی برای توضیح مواضع دولت‌هایشان وقت پخش نمی‌دهد. تبیت به دفتر مرکزی محافظه کار دستور داد تا پرونده ای در مورد گزارش‌های بی بی سی تهیه کند و سپس آن را برای نقد به وکیل لرد گودمن تحویل دهد. نقد گودمن تا حد زیادی با یافته‌های این پرونده موافق بود و در ۳۰ اکتبر تبیت آن را به لرد بارنت ارسال کرد و گفت که پوشش بی‌بی‌سی «ترکیبی از اخبار، دیدگاه‌ها، گمانه‌زنی‌ها، اشتباه‌ها و حمل غیرانتقادی تبلیغات لیبی است که به شهرت لیبی آسیب جدی وارد می‌کند. بی بی سی یافته‌های خود را رد کرد.

### ۱۹۸۶: جنجال انجمن مخفی
در سال۱۹۸۶، روزنامه‌نگاران بی‌بی‌سی در اعتراض به حملات پلیس در جستجوی شواهدی مبنی بر اینکه یک سریال تلویزیونی بی‌بی‌سی در حال تولید،جامعه مخفی، امنیت ملی را به خطر انداخته‌است، دست به اعتصاب زدند. پلیس استودیوهای بی‌بی‌سی در گلاسکو، اسکاتلند، خانه روزنامه‌نگار تحقیقی دانکن کمپبل در لندن و دفاتر نیو استیتسمن را بازرسی کرد.
در۱۲ ژوئن۱۹۸۵، گرام مک‌دونالد،کنترل‌کننده بی‌بی‌سی دو، مجموعه‌ای از فیلم‌های مستند توسط استودیوهای بی‌بی‌سی در اسکاتلند همراه با پیشنهاد دانکن کمپبل که قبلاً آثارش در مجله نیو استیتسمن منتشر شده بود، به آنها پیشنهاد شد. این برنامه‌ها شش فیلم نیم ساعته از دانکن کمپبل (که توسط کمپبل تحقیق و ارائه شده بود و طبق استانداردهای بی بی سی تولید شده بود) بود که «حقایق پنهان نگرانی عمده عمومی» را روشن می‌کرد. این شش برنامه عبارت بودند از:
- یک: قانون اساسی مخفی دربارهٔ یک کمیته کوچک و مخفی کابینه که در واقع تشکیلاتی بود که بر بریتانیا حکومت می‌کرد.
- دو: در زمان بحران در مورد آمادگی‌های مخفی برای جنگ که در سال۱۹۸۲ در هر کشور ناتو آغاز شد. این برنامه نشان داد که بریتانیا چه خواهد کرد.
- سوم: شکافی در دفاع ما دربارهٔ سازندگان دفاعی و برنامه‌ریزان نظامی نالایق که هر سیستم راداری جدیدی را که بریتانیا از زمان جنگ جهانی دوم نصب کرده‌است، خراب کرده‌اند.
- چهار: ما اکنون دربارهٔ قانون حفاظت از داده۱۹۸۴ همه اطلاعات داریم.
- پنج: ناتمام - دربارهٔ انجمن سران پلیس و چگونگی تعیین خط مشی و اقدام‌های دولت در زمینه‌های نظم و قانون.
- شش: ناتمام - در مورد ارتباطات با اشاره خاص به ماهواره‌ها.[نیازمند منبع]

کار روی سریال شروع شد. در آوریل۱۹۸۶، آلن پروترو، به نمایندگی از آلاسدایر میلن، مدیر کل بی‌بی‌سی، از او درخواست شد تا اجازه دهد یک کارآگاه خصوصی را که می‌گفت می‌تواند به یک کامپیوتر دفتر سوابق جنایی دسترسی داشته باشد، اشکال کند. مجوز داده شد و فیلمبرداری انجام شد. به پلیدولة جدیدةع داده شد و مرد متعاقباً بر اساس بخش ۲ قانون اسرار رسمی۱۹۱۱ متهم شد.
برنامه ششم می‌توانست جزئیات یک ماهواره جاسوسی فوق‌مخفی را فاش کند و آلیسدیر میلن قبلاً تصمیم گرفته بود که آن را از خط تولید حذف کند، زمانی که روزنامه آبزرور در۱۸ ژانویه۱۹۸۷ داستان را با این عنوان منتشر کرد: «بی‌بی‌سی در مورد راز دفاعی ۵۰۰ میلیون پوندی صحبت کرد.» همراه با این داستان گزارشی بود مبنی بر اینکه وزارت کشور قصد داشت هزینه مجوز گیرنده پخش را محدود کند، به این معنی که دولت تصمیم گرفته بود روزنامه‌نگاری تحقیقی بی‌بی‌سی را سانسور کند.
بلافاصله پس از آن، مجموعه ای از برنامه‌های رادیو چهار بی بی سی به نام کشور من درست یا غلط توسط دولت ممنوع شد زیرا ممکن بود اسرار حساسی را فاش کند. این سریال تنها چند ساعت قبل از شروع آن سانسور شد زیرا به موضوعاهایی مشابه سریال تلویزیونی مربوط به «دولت مخفی» بریتانیا می‌پرداخت. با این حال، پس از اینکه دولت تصمیم گرفت که هیچ قانونی را زیر پا نمی‌گذارد یا در امنیت ملی دخالت نمی‌کند، در نهایت بدون قطع پخش شد.

## ۱۹۹۰–۲۰۰۰

### ۱۹۸۸–۱۹۹۴: ممنوعیت پخش شین فین
در۱۹ اکتبر۱۹۸۸،داگلاس هرد، وزیر کشور محافظه‌کار در زمان نخست‌وزیر مارگارت تاچر، اخطاریه‌ای را بر اساس بند۱3 (4) مجوز و توافقنامه بی‌بی‌سی و بر اساس بند ۲9 (3) قانون پخش۱۹۸۱ به سازمان مستقل رادیو و تلویزیون صادر کرد. ممنوعیت پخش بیانیه‌های مستقیم نمایندگان یا حامیان یازده سازمان سیاسی و نظامی ایرلندی. این ممنوعیت تا سال۱۹۹۴ ادامه داشت و رسانه‌های خبری بریتانیا را از حق پخش صداها، (نه نوشتار)، همه شبه نظامیان جمهوری‌خواه و وفادار ایرلندی محروم کرد، در حالی که این ممنوعیت عمدتاً شین فین را هدف قرار داد.
ارعاب دولت و قوانین قبل از ممنوعیت قبلاً به اشکالی از خودسانسوری منجر شده بود. مصاحبه ای با ارتش آزادی‌بخش ملی ایرلند در ژوئیه۱۹۷۹ در برنامه امشب بی بی سی باعث جنجال نخست‌وزیر تاچر شد و آخرین باری بود که چنین مصاحبه ای در تلویزیون بریتانیا شنیده شد. فیلم پانورامای IRA در سال۱۹۸۰ در گشت زنی در کریکمور توسط پلیس تحت عنوان پیشگیری از اعمال تروریستی پس از اعتراض در پارلمان و مطبوعات توقیف شد. در سال۱۹۸۵ نسخه‌ای از سریال زندگی واقعی بی‌بی‌سی ("در لبه اتحادیه") به‌طور موقت تحت فشار دولت متوقف شد. مدیران بی‌بی‌سی خود را در تضاد با مدیریت دیدند و روزنامه‌نگاران این شرکت برای یک روز اعتصاب کردند. این برنامه بعداً با تغییرات جزئی منتقل شد.
پوشش شین فین توسط بی بی سی قبل از ممنوعیت بسیار کم بود. در سال۱۹۸۸، شین فین فقط ۹۳ بار در تلویزیون شنیده یا دیده شد، تنها۱۷ مصاحبه از ۶۳۳ مصاحبه رسمی بی بی سی در مقایسه با۱۲۱ مصاحبه با حزب محافظه کار و۱۷۲ مصاحبه با پلیس سلطنتی اولستر و خدمات ملکی داشت و هرگز در این مصاحبه نشد. با این حال، پس از ممنوعیت، کاهش شدیدی در پوشش شین‌فین و دیدگاه‌های جمهوری‌خواه مشاهده شد، به‌طوری‌که در سال بعد حضورهای تلویزیونی به ۳۴ بار کاهش یافت و تأخیرها و بلاتکلیفی‌های ناشی از ابهامات، صداگذاری و زیرنویس‌ها اغلب منجر به پوشش آن شد. و فیلم‌ها به‌طور کامل کنار گذاشته می‌شوند.
ریچارد آیر، رئیس سیاست تحریریه بی‌بی‌سی، در زمانی که «مشکلات» در ایرلند شمالی از اهمیت و علاقه زیادی برخوردار بود، به دنبال راه‌هایی برای ادامه گزارش‌های خبری در مورد این موضوع بود. او ثابت کرد که این ممنوعیت نمی‌تواند مانع استفاده بی بی سی از بازیگران برای بیان سخنان آدامز و دیگر جمهوری خواهان شود. اثر خالص این ممنوعیت افزایش تبلیغات بود.

### اکتبر۱۹۹۸: جنجال ریچارد بیکن کوکائین
در۱۸ اکتبر۱۹۹۸، یک مجری برنامه تلویزیونی کودک آبی پیتر، ریچارد بیکن، زمانی که معلوم شد کوکائین مصرف کرده‌است، در تیتر اخبار بود. او بلافاصله از قرارداد خود با بی بی سی آزاد شد.

## ۲۰۰۱–۲۰۱۰

### ۲۰۰۳–۲۰۰۴: مرگ دکتر دیوید کلی، گزارش هاتون و گزارش باتلر
در ماه مه ۲۰۰۳،اندرو گیلیگان، خبرنگار دفاعی برنامه امروز رادیو بی‌بی‌سی ۴، به نقل از یک مقام دولتی گفت که دولت بریتانیا پرونده‌ای در مورد سلاح‌های کشتار جمعی در عراق، برخلاف میل سرویس‌های اطلاعاتی، «بزگ» کرده‌است. یک گزارش روزنامه ادعا کرد که آلستر کمپبل (مدیر ارتباطات و استراتژی نخست‌وزیر) مسئول این کار است. دولت قویاً این ادعاها را رد کرد و این موضوع باعث شد تا پارلمان تحقیق کند.
یک دانشمند وزارت دفاع، دکتر دیوید کلی، به عنوان منبع ادعایی خبر نام برده شد که به منابع رسمی اشاره کرد که دکتر کلی منبع معتبری نیست. خودکشی بعدی دکتر کلی منجر به تشدید درگیری بین دولت و بی‌بی‌سی شد که طی آن هر دو طرف به دلیل نقش‌شان در این موضوع مورد انتقاد شدید قرار گرفتند.
انتشار گزارش هاتون در ژانویه ۲۰۰۴ در مورد مرگ دکتر کلی به شدت از اندرو گیلیگان و فرآیندهای مدیریتی و استانداردهای روزنامه‌نگاری شرکت انتقاد کرد. پس از آن، گاوین دیویس، رئیس بی‌بی‌سی و گرگ دایک، مدیر کل بی‌بی‌سی و پس از آن خود گیلیگان استعفا دادند. لرد هاتون متهم شد که نقایص ذاتی روزنامه‌نگاری را در نظر نگرفته‌است، در حالی که به دولت از شک و تردید نسبت به رفتار خود سود می‌بخشد. بخش بزرگی از رسانه‌ها این گزارش را سفید تلقی کردند.

تحقیق دوم توسط لرد باتلر از براکول، اطلاعات مربوط به سلاح‌های کشتار جمعی و تولید پرونده را بررسی کرد. در میان چیزهای دیگر،گزارش باتلر به این نتیجه رسید که:
«... این واقعیت که اشاره [به ادعای ۴۵ دقیقه‌ای] در ارزیابی طبقه‌بندی‌شده در پرونده تکرار شد، بعداً این ظن را به وجود آورد که به دلیل ویژگی چشم‌نواز آن درج شده‌است.»
اندرو گیلیگان ادعا می‌کند که گزارش باتلر داستان اصلی او را مبنی بر «بزک» در پرونده اثبات می‌کند.

### ۲۰۰۴–۲۰۰۷: گزارش بالن
بی‌بی‌سی تلاش کرد تا حکم دادگاه اطلاعات را لغو کند مبنی بر اینکه بی‌بی‌سی اشتباه می‌کرد که طبق قانون آزادی اطلاعات سال 2000 (FOI) گزارش بالن در مورد پوشش خاورمیانه خود را برای اعضای عمومی منتشر نکرد. این گزارش به بررسی پوشش بی بی سی از درگیری اعراب و اسرائیل می پردازد.
در روز جمعه ۲۷ آوریل ۲۰۰۷، دادگاه عالی اعتراض استیون شوگر به تصمیم کمیسر اطلاعات را رد کرد. با این حال، در۱۱ فوریه ۲۰۰۹، مجلس اعیان (بالاترین دادگاه بریتانیا) تصمیم دادگاه اطلاعات مبنی بر اجازه درخواست تجدید نظر آقای شوگر علیه تصمیم کمیسر اطلاعات را مجدداً اعاده کرد. موضوع به دادگاه عالی بازمی‌گردد تا در مورد درخواست تجدید نظر بی بی سی در مورد یک نقطه قانونی علیه تصمیم دادگاه تصمیم‌گیری کند.
بیانیه مطبوعاتی بی‌بی‌سی پس از حکم دادگاه عالی بیانیه زیر را شامل می‌شود: «اقدام بی‌بی‌سی در این پرونده هیچ ربطی به این واقعیت نداشت که گزارش بالن در مورد خاورمیانه بود – در هر حوزه خبری که باشد، همان رویکرد اتخاذ می‌شد. پوشیده شده بود."
آقای شوگر پس از موفقیت در مجلس اعیان گفت: «مایه تاسف است که بی‌بی‌سی احساس کرد لازم است صدها هزار پوند از پول عمومی را برای مبارزه برای سه سال هزینه کند تا بتواند سیستم را علیه کسانی که اطلاعات درخواست می‌کنند، بارگذاری کند. من بسیار خوشحالم که مجلس اعیان حکم داده‌است که چنین بی عدالتی آشکاری نتیجه قانون نیست.»
استیون شوگر در ژانویه ۲۰۱۱ بر اثر سرطان درگذشت، و هنوز مشخص نیست که با این نبرد قانونی چه اتفاقی خواهد افتاد. این احتمال وجود دارد که یک نفر از طرف آقای شکر پرونده را تحویل بگیرد. دادگاه عالی می‌گوید که پرونده را به‌طور موقت برای جلسه دیگری در پاییز ۲۰۱۱ فهرست کرده‌است.

### ۲۰۰۴–۲۰۱۱: برون سپاری زیمنس
در سال ۲۰۰۴، فرمانداران بی‌بی‌سی قراردادی را برای برون‌سپاری فناوری IT،تلفن و پخش بی‌بی‌سی (که قبلاً توسط بخش فناوری داخلی بی‌بی‌سی اداره می‌شد) به شرکت مهندسی و الکترونیک آلمانی راه‌حل‌ها و خدمات فناوری اطلاعات زیمنس (SIS) تصویب کردند. ادعا شده بود که فروش فناوری بی‌بی‌سی بیش از ۳۰میلیون پوند پس‌انداز به بی‌بی‌سی خواهد رساند. در ژوئن۲۰۰۷، گزارشی که توسط کمیته محاسبات عمومی مجلس عوام منتشر شد، از این معامله انتقاد کرد و مدعی شد که مدیریت بی‌بی‌سی ۶۰ میلیون پوند از هزینه‌های پنهان را در درخواست خود به شورای حکام حذف کرده‌است و سود زیمنس را بهمراه داشته‌است. در نظر گرفته نشده‌است. پس‌انداز ثبت شده بی بی سی ۲۲ میلیون پوند بود که ۳۸ درصد کمتر از پیش‌بینی اولیه بی بی سی بود.
مشارکت بی‌بی‌سی با زیمنس با مشکلاتی روبه‌رو شد، از جمله مسائل مربوط به جابجایی کل شرکت به سیستم صدا روی پروتکل اینترنت در سال 2009. قطع بزرگ وب سایت بی بی سی در سال 2011. و زیمنس شریک اصلی فناوری در ابتکار رسانه دیجیتال بود تا زمانی که قرارداد آن در سال ۲۰۰۹ فسخ شد در دسامبر ۲۰۱۰،SIS توسط شرکت فرانسوی آتوس و بی بی سی ای تی از زیمنس خریداری شد، سیستم‌های پخش و وب سایت اکنون توسط آتوس مدیریت می‌شوند.

### مارس 2007: Blue Peter تلفن وارد شد
یک مسابقه تلفنی برای حمایت از یونیسف، که توسط برنامه کودکان بلو بیتر در نوامبر ۲۰۰۶ برگزار شد، مشخص شد که تقلب شده‌است. تماس گیرنده برنده مسابقه در واقع یک بازدید کننده از مجموعه بود که وانمود می‌کرد از یک خط خارجی برای انتخاب جایزه تماس می‌گیرد. مسابقه به دلیل مشکل فنی در دریافت تماس‌ها تقلب شد. این جنجال آغاز یک جنجال گسترده بود که در آن سایر پخش کنندگان به دلیل جعل مسابقات تلفنی جریمه شدند.

### مارس ۲۰۰۷: بی بی سی جم
در سال ۲۰۰۶، بی‌بی‌سی یک وب‌سایت آموزشی رایگان برای کودکان به نام بی‌بی‌سی جم راه‌اندازی کرد که هزینه آن۱۵۰ میلیون پوند بود. در پی شکایت تعدادی از تأمین کنندگان تجاری نرم‌افزار آموزشی مبنی بر اینکه بی بی سی با ارائه این سرویس به صورت رایگان در حال انجام اقدام‌های ضدرقابتی است، بی بی سی تراست اعلام کرد که این وب سایت در انتظار بررسی تعلیق خواهد شد. سال بعد تصمیم گرفته شد که این سرویس دوباره راه اندازی نشود و برای همیشه بسته شد.

### ژوئیه ۲۰۰۷: یک سال با ملکه
در اوایل سال ۲۰۰۷، بی‌بی‌سی به آر دی اف دستور داد تا یک فیلم پشت صحنه دربارهٔ سلطنت با عنوان سلطنت: خانواده سلطنتی در محل کار، برای بی‌بی‌سی۱ بسازد. یک تریلر ۶۰ ثانیه ای در مراسم راه اندازی پاییزی بی‌بی‌سی۱ در لندن در۱۱ ژوئیه نمایش داده شد. تریلر دو کلیپ از ملکه الیزابت دوم را نشان داد. یکی که در آن به عکاس آنی لیبوویتز می‌گوید که تاج خود را برنمی‌دارد تا صحنه «پوشش ساده‌تر» به نظر برسد، و دیگری که در آن ملکه می‌گوید «من چیزی را تغییر نمی‌دهم. من به اندازه کافی اینطور لباس پوشیدم.»
نماهای تریلر خارج از توالی ویرایش شده‌اند و به نظر می‌رسد که ملکه به‌طور ناگهانی عکاسی را ترک کرده‌است، در حالی که در واقع، شات دوم او را در حال ورود به عکاسی نشان می‌دهد. پیتر فینچام،کنترل‌کننده بی‌بی‌سی۱ در مراسم راه‌اندازی به خبرنگاران گفت که نشان می‌دهد پادشاه «کمی آن را از دست داده و با صدای بلند از خانه خارج شده‌است».
روز بعد، روزنامه‌ها و دیگر منابع رسانه ای تیترهایی را منتشر کردند مبنی بر اینکه ملکه درطول جلسه هجوم آورده‌است. در۱۲ ژوئیه، بی بی سی یک عذرخواهی رسمی از ملکه و لیبوویتز منتشر کرد. در۱۶ژوئیه، آر دی اف مدیا اعتراف کرد که «مقصر خطای جدی قضاوت» است. فینچام و استفان لمبرت، مدیر ارشد خلاقیت آر دی اف مدیا هر دو استعفا دادند.
در اکتبر۲۰۰۷، بی بی سی گزارش تحقیقات خود را در مورد این حادثه منتشر کرد. تحقیقات به این نتیجه رسید که هیچ‌کس در بی‌بی‌سی «آگاهانه قصد بدنام کردن یا معرفی نادرست ملکه را نداشته‌است» و هرگز این احتمال وجود ندارد که «این سکانس گمراه‌کننده در مستند تمام‌شده‌ای که قرار است توسط بی‌بی‌سی پخش شود گنجانده شود» اما با این وجود «این حادثه قضاوت‌های نادرست، عملکرد ضعیف و سیستم‌های ناکارآمد را نیز آشکار می‌کند، البته، به عنوان کمک معمول بدشانسی که اغلب همراه با چنین امور تأسف‌باری است.»

### سپتامبر ۲۰۰۷: گربه آبی پیتر
هنگامی که برنامه کودکان پیتر آبی در ژانویه ۲۰۰۷ یک گربه خانگی به دست آورد، یک رای اینترنتی برای انتخاب نام برای حیوان برگزار کرد. در سپتامبر همان سال، فاش شد که بینندگان نام کلوچه کوکی را انتخاب کرده‌اند، اما تولیدکنندگان نتیجه را به ساکس تغییر دادند که منجر به اتهامات نقض اعتماد مخاطب شد. متعاقباً در این برنامه از بینندگان عذرخواهی شد.

### ۲۰۰۸: نمایش شوخی‌های تلفنی راسل برند
در برنامه ای که در۱۶ اکتبر ۲۰۰۸ ضبط شد و دو روز بعد پخش شد، برند چندین تماس تلفنی - همراه با مهمان جاناتان راس - با خانه بازیگر اندرو ساکس برقرار کرد و ادعا کرد که برند با نوه اش جورجینا بیلی و ظاهراً رابطه جنسی داشته‌است. پیشنهادها زشت پوشش بعدی در روزنامه دیلی میل منجر به شکایات متعددی شد و در نهایت راس شرکت را ترک کرد.

### ۲۰۰۹: امتناع از پخش استیناف کمیته اضطراری بلایای طبیعی غزه
در ۲۲ ژانویه ۲۰۰۹، بی بی سی درخواست کمیته اضطراری بلایای طبیعی (DEC) را برای بررسی درخواست کمک به منظور جمع‌آوری پول برای کمک به تلاش‌های امدادی پس از خصومت‌های اخیر در نوار غزه رد کرد.
تظاهرات عمومی در ۲۴ ژانویه در خارج از خانه رادیو و تلویزیون برگزار شد و تونی بنن وزیر سابق کابینه در مصاحبه ای با بی بی سی نیوز ۲۴ به این تصمیم حمله کرد و طی آن خطاب استیناف را خواند و ادعا کرد که دولت اسرائیل از پخش درخواست تجدید نظر جلوگیری می‌کند.
گاردین گزارش داد که بی‌بی‌سی با شورش خبرنگاران خود بر سر این موضوع مواجه شد و آنها تهدید شده بودند که در صورت صحبت از کار اخراج خواهند شد. در سرمقاله ای، این روزنامه امتناع از پخش درخواست تجدیدنظر را به عنوان «گرفتن موضع حزبی» و اشتباه در قضاوت توصیف کرد.
چهار روز پس از امتناع بی‌بی‌سی، آی‌تی‌وی، کانال ۴ و پنج این استیناف را دست‌نخورده در ۲۶ ژانویه پخش کردند. بی‌بی‌سی نیز در برنامه‌های خبری تلویزیونی خود، گزیده‌های قابل توجهی از این درخواست را پخش کرد.
تصمیم بی‌بی‌سی در سراسر طیف سیاسی از جمله سیاستمداران ارشد مانند نیک کلگ، داگلاس الکساندر و هیزل بلرز و شخصیت‌های عمومی مانند اسقف اعظم یورک و کانتربری مورد انتقاد قرار گرفت، هرچند که توسط چند مفسر حمایت شد. مانند دومینیک لاوسون.
در ۲۵ ژانویه ۲۰۰۹،داگلاس الکساندر، وزیر امور خارجه وقت در امور توسعه بین‌الملل، از این درخواست حمایت کرد و به اسکای نیوز گفت: «تقاضای من بسیار ساده‌تر است. مردم در حال حاضر رنج می‌برند، صدها هزار نفر از نیازهای اولیه زندگی بی بهره اند. این برای من یک مورد کاملاً مستقیم است و من صمیمانه امیدوارم که مردم بریتانیا با سخاوت خاصی پاسخ دهند.»
ریچارد باردن، نماینده مجلس، طرحی را در همان روز مطرح کرد که در آن از بی‌بی‌سی خواست تا درخواست تجدیدنظر را بررسی کند که مورد حمایت۱۱۲ نماینده قرار گرفت. در همین حال، یکی دیگر از نمایندگان حزب کارگر، جرالد کافمن، از «فشار بد» لابی‌گران اسرائیلی بر بی‌بی‌سی شکایت کرد. با این حال، مارک تامپسون، مدیر کل بی بی سی، این تصمیم را به دلیل فشار اسرائیل رد کرد. شکایات به بی بی سی در مورد این تصمیم به وبلاگ مارک تامپسون هدایت شد. برنامه نیوزنایت بی بی سی گزارش داد که بی بی سی بیش از۱۵۰۰۰ شکایت و همچنین ۲۰۰ نامه حمایت دریافت کرده‌است.
پس از پخش درخواست تجدیدنظر از کانال ۴ در ۲۶ ژانویه ۲۰۰۹، نیاز علم در اعتراض به بی‌بی‌سی در مورد امتناع خود از پخش درخواست تجدیدنظر، به عنوان یکی از اعضای خارجی کمیته مشورتی استیناف بی‌بی‌سی استعفا داد، زیرا پوشش خبری این تصور را ایجاد کرد که کل این کمیته طرف تصمیم‌گیری بوده‌است.
نسخه ای از نامه استعفای او، در پرایوت آی منتشر شد، که از بی طرفی توصیه کمیته اضطراری بلایای طبیعی دفاع کرد و از امتناع بی بی سی از پخش درخواست تجدید نظر انتقاد کرد. این نامه همچنین با اشاره به این که «منطق نهایی سیاست اجتناب از درخواست‌های ناشی از درگیری‌های جنجال برانگیز سیاسی، نادیده گرفتن بحران‌های بشردوستانه بزرگ توسط بی بی سی»، منطق توجیهی برای جلوگیری از درخواست تجدید نظر را به دلیل بی طرفی مورد مناقشه قرار داد.
پیتر اوبورن، روزنامه‌نگار و پخش‌کننده، نسخه‌ای از پیام‌های کانال ۴ را با عنوان «داخل لابی اسرائیل بریتانیا» نوشت و ارائه کرد، که در آن این مناقشه به عنوان بخش کوچکی در پایان، زمانی که او در مورد امتناع بی‌بی‌سی از پخش فراخوان غزه در دسامبر ۲۰۰۹ با او صحبت می‌کرد، نشان داده شد.
بی‌بی‌سی تراست در سند «تصمیم اعتماد بی‌بی‌سی» دربارهٔ درخواست تجدیدنظر گزارش داد که «مدیر اجرایی بی‌بی‌سی حدود ۴۰۰۰۰ شکایت در مورد تصمیم مدیرکل دریافت کرده‌است» کارولین تامسون، مدیر عملیات بی‌بی‌سی، بر لزوم پخش برنامه «بدون تأثیر و تأثیرگذاری بر برداشت مخاطب از بی‌طرفی ما» تأکید کرد و در این مورد، این یک «مسئله واقعی» بود.
درخواست تجدیدنظر غزه در سال ۲۰۰۹ تنها موردی است که بی‌بی‌سی درخواست پخش استیناف از کمیته اضطراری بلایای طبیعی را رد کرده‌است.
گزارش شده‌است که درخواست تجدیدنظر غزه در دسامبر ۲۰۰۹ که تنها توسط کانال ۴ و آی تی وی نمایش داده شد، ۸٫۳ میلیون پوند جمع‌آوری کرد. در اوت ۲۰۱۴، بی‌بی‌سی درخواست کمک جدید کمیته اضطراری بلایای طبیعی را برای مردم غزه پخش کرد، بدون مناقشه مشابه، که طی دو سال۱۶ میلیون پوند جمع‌آوری کرد.

### ۲۰۰۹: حضور در زمان پرسش حزب ملی بریتانیا
به دنبال بهبود عملکرد حزب ملی بریتانیا در انتخابات اروپا در سال ۲۰۰۹، بی‌بی‌سی به‌طور بحث‌برانگیزی موضع خود را در مورد ظاهر حزب ملی بریتانیا در برنامه گفتگوی برجسته موضوعاهای جاری،«وقت پرسش» تغییر داد و از «نیک گریفین» رهبر حزب دعوت کرد تا در نسخه خود شرکت کند. ۲۲ اکتبر ۲۰۰۹. بی‌بی‌سی نیز موظف به پخش برنامه‌های سیاسی حزبی توسط حزب ملی بریتانیا بود.

### ۲۰۰۸–۲۰۱۳: ابتکار رسانه دیجیتال
در سال ۲۰۰۸، بی‌بی‌سی برنامه دیجیتال رسانه‌ای (DMI) را راه‌اندازی کرد، یک برنامه فناوری که هدف آن ساده‌سازی عملیات پخش با انتقال به یک جریان کاری کاملاً دیجیتالی و بدون نوار با هزینه ۸۱٫۷ میلیون پوند بود. پیش‌بینی می‌شد که حدود۱۸ میلیون پوند در هزینه‌های بی‌بی‌سی صرفه‌جویی کند. قرارداد برنامه دیجیتال رسانه‌ای با ارائه دهنده خدمات فناوری زیمنس با مشاوره دیلویت منعقد شد.
هزینه‌های این پروژه پس از چند مشکل فنی و تأخیر افزایش یافت و در سال ۲۰۰۹ بی بی سی قرارداد را با زیمنس فسخ کرد. زیان بی‌بی‌سی ۳۸٫۲ میلیون پوند تخمین زده شد، که تا حدی با تسویه حساب ۲۷٫۵ میلیون پوندی زیمنس جبران شد و زیان۱۰٫۷ میلیون پوندی را برای بی‌بی‌سی به جا گذاشت. بی بی سی در سال ۲۰۱۱ توسط اداره حسابرسی ملی بریتانیا به دلیل مدیریت این پروژه مورد انتقاد قرار گرفت.
در سال ۲۰۰۹، بی‌بی‌سی پروژه برنامه دیجیتال رسانه‌ای را به داخل آورد و کار بر روی یک سیستم دیجیتال به نام فابریک را آغاز کرد. لرد هال، مدیر کل بی‌بی‌سی، در اواخر ماه مه ۲۰۱۳ اعلام کرد که این پروژه پس از رسیدن هزینه‌ها به ۹۸ میلیون پوند رها می‌شود.

### ۲۰۰۹–۲۰۱۲: دنیس آوی ادعا می‌کند
در ۲۹ نوامبر ۲۰۰۹، کانال خبری بی بی سی ادعاهای دنیس آوی را پخش کرد که در سال۱۹۴۴ خود را به اردوگاه کار اجباری مونوویتز قاچاق کرده‌است. این ادعاها به عنوان واقعیت در وب‌سایت بی‌بی‌سی ارائه شد و موضوع کتاب پرفروش مردی که به آشویتس نفوذ کرد، که توسط آوی و روزنامه‌نگار بی‌بی‌سی راب برومبی نوشته شده بود، شد. ادعاهای آوی جنجال قابل توجهی ایجاد کرد و در تعدادی از روزنامه‌ها مورد سؤال قرار گرفت. بی بی سی به خاطر پخش اینها و تبلیغ کتاب مورد انتقاد قرار گرفت. بی‌بی‌سی متعاقباً در برنامه‌ای به این جنجال اعتراف کرد.

### ۲۰۰۹–۲۰۱۴: زنان در نمایش‌های پنل
در سال ۲۰۰۹،ویکتوریا وود، بازیگر و کمدین، اظهار داشت که نمایش‌های پانل بی‌بی‌سی بیش از حد مردانه است و شامل «مردان زیادی که از یکدیگر برتری می‌گیرند».
در فوریه ۲۰۱۴، دنی کوهن، مدیر اجرایی تلویزیون گفت که دیگر هیچ گونه نمایش پانل کمدی مردانه در بی بی سی وجود نخواهد داشت و همه برنامه‌ها باید شامل یک زن باشند.

## ۲۰۱۰–۲۰۱۹

### ۲۰۱۰: ادعای تسلیحات باب گلدوف، اتیوپی و آفریقا را توهین می‌کند
در مارس ۲۰۱۰،باب گلدوف در گزارشی از بی بی سی با اندرو مار مواجه شد که مدعی بود دولت اتیوپی از پول جمع‌آوری شده برای قحطی برای پرداخت اسلحه استفاده کرده‌است. گلدوف و باند آید تورست در مورد این حادثه به بی بی سی گزارش دادند. آژانس توسعه کمک مسیحیت نیز اعلام کرد که از بی بی سی تراست شکایت خواهد کرد. سفیر اتیوپی در بریتانیا، برهانو کبده، آن را یک «مایه شرمساری» و «گزارش مضحک» خواند و گفت که بی بی سی با طرح چنین ادعاهایی «اعتبار خود را در آفریقا از بین برده‌است». گلدوف گفت اگر بریتانیایی‌ها به دلیل ادعاهای بی بی سی از اهدای پول خودداری کنند، «تراژدی» خواهد بود.
بی بی سی در ابتدا اعلام کرد که بر گزارش خود ایستاده‌است و مدعی شد شواهدی برای حمایت از موضع خود دارد. بی بی سی در نوامبر ۲۰۱۰ پس از اینکه متوجه شد شواهد کافی مبنی بر خرج کردن پول برای تسلیحات ندارد، مجبور شد مجموعه ای از عذرخواهی‌ها را پخش کند و بسیاری از ادعاهای بی اساس را بر اساس گزارش سیا که نتوانسته بود زیر سؤال ببرد. همچنین از گلدوف به دلیل این که ادعا می‌کند از پاسخ دادن به داستان ساختگی آن امتناع کرده‌است عذرخواهی کرد و گلدوف گفت که خسارت زیادی توسط بی بی سی به کمپین‌های خیریه وارد شده‌است. آقای گلدوف همچنین گفت که «خسارت وحشتناک» توسط بی‌بی‌سی به صندوق کمک‌های گروهی وارد شده‌است.

### ۲۰۰۷–۲۰۱۱: اتهامات مربوط به سن گرایی و تبعیض جنسی
بی بی سی به سن گرایی و تبعیض جنسی متهم شد زمانی که مجری اخبار مویرا استوارت (۵۵) - اولین خواننده زن سیاهپوست تلویزیونی - در آوریل ۲۰۰۷ پس از بیش از دو دهه از کار اخراج شد، علیرغم اینکه بسیاری از مجریان مرد در موقعیت‌های مشابه اجازه داشتند به کار خود ادامه دهند. در نوامبر ۲۰۰۸، چهار مجری زن کانتری فایل (مایکلا استراکان، شارلوت اسمیت، میریام آوریلی و جولیت موریس) که همگی در دهه ۴۰ و ۵۰ زندگی خود بودند، از برنامه اخراج شدند.
این موضوع در ژوئیه ۲۰۰۹ بازگشت، زمانی که آرلین فیلیپس، طراح رقص سابق تئاتر (۶۶) در پانل بیا خیلی برقص توسط آلشا دیکسون، یک ستاره پاپ نیمی از سن او، جایگزین شد. مردان این سریال لن گودمن (۶۵)، برونو تونیولی (۵۳)، کریگ ریول هوروود (۴۴) و بروس فورسایت (۸۱) بودند.
مجری سابق کانتری فایل، میریام آوریلی ادعا کرد که به او «در مورد چین و چروک‌ها هشدار داده شده‌است»، و برنده دادگاه استخدامی علیه این شرکت به دلیل سن گرایی و قربانی شدن - اما نه تبعیض جنسی، شد. با کنار گذاشتن سایر زنان مسن تر نیز توسط بی بی سی، جوآن باکول ادعا کرد که سیاست بی بی سی «به موقعیت زنان مسن تر در جامعه آسیب می‌رساند»، در حالی که منزیس کمبل، رهبر سابق لیبرال دموکرات‌ها گفت که بی بی سی به فرهنگ جوانان وسواس دارد و تفکری سطحی دارد.

### ۲۰۱۰–۲۰۱۱: کیو و تسوتومو یاماگوچی
در دسامبر ۲۰۱۰، بی‌بی‌سی یک قسمت از برنامه مسابقه تلویزیونی کیو خود را پخش کرد که در آن اعضای میزگرد در جریان بحثی دربارهٔ تسوتومو یاماگوچی، که از هر دو بمباران اتمی هیروشیما و ناکازاکی در اوت۱۹۴۵ جان سالم به در برد، جوک می‌کردند یاماگوچی اوایل همان سال درگذشت. سفارت ژاپن در لندن پس از اطلاع از محتوای توهین آمیز هنگام تماس بینندگان در ژاپن با کارکنان دیپلماتیک، نامه ای شکایت به بی بی سی دربارهٔ محتوای برنامه مسابقه خود نوشت. دختر یاماگوچی همچنین اعلام کرد که در نتیجه نظرات پخش شده در بی بی سی چقدر ناراحت است. او گفت که بریتانیا به عنوان یک قدرت هسته ای، حق ندارد به پدرش «از بالا نگاه کند».
در ژانویه ۲۰۱۱، بی‌بی‌سی با تشخیص «حساسیت موضوع برای بینندگان ژاپنی» بابت «هر گونه توهین» به ژاپن در اثر این حادثه عذرخواهی کرد. در فوریه ۲۰۱۱، بی بی سی «قدرت احساس» در ژاپن را به دنبال پخش شوخی بمب اتمی خود به دلیل لغو فیلمبرداری بخشی از مستند پلنت ورد در ژاپن مقصر دانست. قرار بود این مستند توسط استفن فرای مجری کیو ارائه شود.

### ۲۰۱۱: نظرات تخت‌گاز در مورد مکزیک
در ۳۰ ژانویه ۲۰۱۱، بی بی سی اپیزودی از برنامه تلویزیونی اتومبیلرانی خود تخت‌گاز را پخش کرد که در طی آن مجریان مکزیکی‌ها را «تنبل» و «بی عیب» و غذای مکزیکی را «بیمار سرخ شده» می‌نامیدند. این پخش شکایات بسیاری در مکزیک از جمله در روزنامه‌ها و وب‌سایت‌ها در پی داشت، در حالی که در مجلس سنای مکزیک درخواست نکوهش مورد بررسی قرار گرفت و وب‌سایت اسپانیایی زبان بی‌بی‌سی، بی‌بی‌سی موندو با اعتراض مواجه شد. جرمی کلارکسون، یکی از مجریان، ابراز تردید کرد که شکایتی علیه آنها وجود داشته باشد، زیرا بگفته او، سفیر مکزیک در خواب است.
نمایندگان پارلمان بریتانیا این اظهارات را «جاهلانه، تحقیرآمیز و نژادپرستانه» توصیف کردند و از بی بی سی خواستند که متأسف است. سفیر مکزیک در لندن همچنین از بی بی سی درخواست کرد که از اظهارات «توهین آمیز، بیگانه هراسانه و تحقیر آمیز» متأسف است. شرکت حقوقی که قبلاً رسانه‌ها را در پرونده شیلپا شتی که شامل نظرهایی در برادر بزرگتر بود دنبال می‌کرد، مشتریانی را برای این پرونده جذب کرده‌است.
بی‌بی‌سی سپس عذرخواهی کرد، اگرچه ادعا کرد که در این اظهارات «انتقام‌جویی» وجود ندارد و این اظهارات تنها بخشی از کمدی کلیشه‌ای است که سازمان از آن حمایت می‌کند، مانند زمانی که «شوخی می‌کند دربارهٔ بی‌نظم بودن ایتالیایی‌ها». و بیش از حد دراماتیک، فرانسوی‌ها متکبر و آلمانی‌ها بیش از حد سازماندهی شده‌اند».

### فیلم جعلی کودک کار در بنگلور
برنامه پانوراما هفتگی پرچمدار ۵۰ ساله بی بی سی، مستندی را پخش کرده بود که ادعا می‌کرد تأمین کنندگان پریمارک مستقر در بنگلور، یک خرده فروش بسیار موفق با ۲۲۰ فروشگاه در سراسر اروپا، در سال ۲۰۰۸ از کودک کار در تولید خود استفاده می‌کردند. این ادعا نادرست است و بی بی سی با اعتراف به اشتباه خود از پریمارک عذرخواهی کرد. در پاسخ به اعتراض پریمارک، بی‌بی‌سی در گزارشی ۴۹ صفحه‌ای پذیرفت که فیلم سه پسری که مشغول تکمیل لباس‌های پریمارک هستند، «به احتمال زیاد» پس از یک تحقیق داخلی سه ساله «اصیل نبوده‌اند».

### یوفا یورو ۲۰۱۲ در لهستان و اوکراین
درطول مسابقات فوتبال یوفا یورو ۲۰۱۲ در لهستان و اوکراین، برنامه امور جاری بی بی سی پانوراما یورو ۲۰۱۲: استادیوم‌های نفرت را پخش کرد که در آن نژادپرستی در این ورزش مورد بحث قرار می‌گرفت. این شامل تصاویر اخیر حامیان در حال سردادن شعارهای بیگانه هراسانه مختلف و نمایش نمادها و بنرهای قدرت سفید در لهستان، و همچنین سلام‌های نازی‌ها و ضرب و شتم تعدادی از جنوب آسیا در اوکراین بود. این مستند بازتاب گسترده‌ای در مطبوعات بریتانیا داشت، اما بعداً به دلیل یک طرفه بودن، احساساتی بودن و غیراخلاقی بودن آن مورد انتقاد قرار گرفت.منتقدان شامل سایر رسانه‌های بریتانیایی، مبارزان لهستانی ضد نژادپرستی و رهبران جامعه سیاه‌پوست و یهودی در لهستان بودند. سیاستمداران و روزنامه نگاران لهستانی و اوکراینی، طرفداران بریتانیایی که از لهستان و اوکراین بازدید می‌کنند و گری لینهکر نیز نگرانی‌های مشابهی را در مورد پخش این برنامه ابراز کردند.
مدیر اجرایی مرکز جامعه یهودی کراکوف، جاناتان اورنشتاین، یک منبع یهودی که در این فیلم مورد استفاده قرار گرفت، گفت: «من از نحوه سوء استفاده بی بی سی از من به عنوان منبع خشمگین هستم. این سازمان از من و دیگران استفاده کرد تا موضوع جدی یهودستیزی را برای دستور کار پرهیجان خود دستکاری کند… بی بی سی آگاهانه مخاطبان خود - مردم بریتانیا - را با ساختن یک داستان ترسناک دروغین دربارهٔ لهستان فریب داد. بی بی سی با این کار ترس، جهل، تعصب و نفرت را گسترش داده‌است. من عمیقاً از این شکل غیراخلاقی روزنامه‌نگاری ناراحت هستم.»
گاردین گزارش داد: «منابع دیگری اعلام کردند که مصاحبه با یک بازیکن یهودی اسرائیلی نیز از این برنامه حذف شده‌است، زیرا او تز «یهود ستیزی» پانوراما را تأیید نکرده‌است. بی بی سی با اویرام باروچیان هافبک که برای تیم پولونیا ورشو لهستان بازی می‌کند مصاحبه کرد. یکی از منابع حاضر گفت که خبرنگاران پانوراما پس از آن شکایت کرده‌اند که مصاحبه «بی فایده» بوده‌است. پانوراما به شدت این موضوع را رد می‌کند.
علیرغم هشدار بی بی سی، هواداران لهستان و اوکراین رفتارهای نژادپرستانه از خود نشان ندادند. با این حال، تا پایان مسابقات، چهار کشور دیگر توسط یوفا به دلیل فعالیت‌های نژادپرستانه هواداران خود جریمه شدند: آلمان، اسپانیا، کرواسی و روسیه.

### ژوئن ۲۰۱۲: پوشش جوبیلی الماس
پوشش زنده تلویزیونی بی‌بی‌سی از مراسم جشن جوبیلی رودخانه تیمز ملکه در ۳ ژوئن ۲۰۱۲ با انتقادهایی در رسانه‌ها مواجه شد و طبق گزارش‌ها، این شرکت بیش از ۴۵۰۰ شکایت از اعضای عمومی در مورد پخش دریافت کرد. انتقادها بر سبک ارائه «غیررسمی» متمرکز بود که توسط برخی از مفسران برای یک مناسبت سلطنتی بسیار ضعیف تلقی می‌شد. برخی از منتقدان فکر می‌کردند که مجریان بی‌بی‌سی بیش از حد روی مصاحبه با افراد مشهور تمرکز کرده‌اند و آمادگی کافی برای عمق بخشیدن به تفسیر تلویزیونی را نداشتند.
استفن فرای بازیگر و نویسنده بر این عقیده بود که این پوشش «به طرز بی‌حس‌کننده‌ای خسته‌کننده است» و سو مک‌گرگور، مجری رادیوی بی‌بی‌سی، از اینکه پوشش نتوانسته زمینه تاریخی کافی برای بینندگان فراهم کند، ابراز ناامیدی کرد. شاعر برنده جایزه کارول آن دافی و آهنگساز گاوین گریناوی علناً از عدم پوشش تلویزیونی ارائه شده به موسیقی که به‌طور ویژه برای این رویداد سفارش داده شده بود،انتقاد کردند. مدیر خلاق بی‌بی‌سی، آلن ینتوب، از پوشش بی‌بی‌سی با استناد به محبوبیت بالای مخاطبان دفاع کرد و مارک تامپسون، مدیر کل بی‌بی‌سی، به کارکنان بی‌بی‌سی به خاطر کارشان در این پخش تبریک گفت.

### اکتبر ۲۰۱۲: رسوایی سوء استفاده از جیمی ساویل
در اوایل اکتبر ۲۰۱۲، مشخص شد که تحقیقات نیوزنایت در مورد اتهامات سوء استفاده جنسی توسط جیمی ساویل، اندکی قبل از پخش آن متوقف شده بود. در۱۱ اکتبر، جورج انتویستل، مدیر کل بی‌بی‌سی، به رئیس بی‌بی‌سی اسکاتلند، کن مک‌کواری، دستور داد تا تحقیقاتی را دربارهٔ علت لغو این برنامه آغاز کند، او همچنین اعلام کرد که در مورد سیاست حمایت از کودکان بی‌بی‌سی تحقیق می‌کند. و دیگری به فرهنگ رایج در بخش، به ویژه در زمان استخدام ساویل.
در ۲۳ اکتبر ۲۰۱۲،انتویستل در مقابل کمیته فرهنگ، رسانه و ورزش حاضر شد تا به سؤالات پس از افشای افشاگری‌ها مبنی بر اینکه ساویل هنگام کار برای بی‌بی‌سی از کودکان در اموال بی‌بی‌سی سوء استفاده کرده‌است، پاسخ دهد. هنگامی که رئیس کمیته جان ویتینگدیل از او پرسید که آیا اعتبار و اعتبار بی‌بی‌سی به خطر افتاده‌است،انتویستل اظهار داشت که اتهامات مربوط به کودک آزاری در بی‌بی‌سی «موضوع بسیار بسیار جدی» است. یک تحقیق پانوراما در مورد آنچه که آنها فکر می‌کردند یک شبکه پدوفیلی بوده که ممکن است حداقل ۲۰ سال و احتمالاً تا ۴۰ سال فعالیت داشته باشد، گزارش داد و جان سیمپسون، سردبیر امور جهانی بی بی سی، آن را «بزرگترین بحران بی بی سی در بیش از ۵۰ سال گذشته» توصیف کرد.
در۱۲ نوامبر، بی‌بی‌سی اعلام کرد که هلن بودن، مدیر اخبار آن، بهمراه معاونش استیو میچل، قبل از نتیجه تحقیقات دربارهٔ ادعاهای کودک آزاری ساویل، «کنار می‌رود». گزارش نیک پولارد در قفسه بندی گزارش نیوزنایت در مورد ساویل در سال ۲۰۱۱ در۱۹ دسامبر ۲۰۱۲ منتشر شد. به این نتیجه رسید که تصمیم برای حذف گزارش اصلی «نقص» است، اما این تصمیم برای محافظت از برنامه‌هایی که به عنوان ادای احترام به ساویل تهیه شده بود، انجام نشده‌است. گزارش پولارد از جورج انتویستل انتقاد کرد که ظاهراً ایمیل‌هایی را که به او در مورد «سمت تاریک» هشدار می‌دادند، نمی‌خواند و بیان می‌کرد که پس از علنی شدن اتهامات علیه ساویل، بی‌بی‌سی در «سطحی از هرج و مرج و سردرگمی که حتی بیشتر از آن چیزی بود که در آن زمان آشکار بود.» بی بی سی اعلام کرد که پیتر ریپون، سردبیر نیوزنایت و لیز گیبونز، معاون سردبیر جایگزین خواهند شد و استیو میچل، معاون مدیر اخبار استعفا داد، اما هلن بودن به نقش خود باز خواهد گشت.
در ۲۱ ژانویه ۲۰۱۳، وب‌سایت اخبار بی‌بی‌سی داستانی را منتشر کرد که فاش کرد که بی‌بی‌سی ۲۱۶ شکایت برای کانال کودکانشان سی‌بیبیز دریافت کرده‌است که تکرار یک برنامه کودکان لغو شده به نام توئینی‌ها را در روز قبل نشان می‌داد که شخصیتی را نشان می‌داد که با پوشیدن جیمی ساویل جعل کرده‌است. یک کلاه گیس بلوند، تقلید از لهجه ساویل و با استفاده از عبارت جذاب ساویل «حالا پس، بچه‌ها و دختران». نهاد نظارتی صنعت ارتباطات دولتی آفکام گفت که «ده ها» شکایت نیز دریافت کرده‌است. این قسمت در سال ۲۰۰۱ ساخته شده بود، بیش از یک دهه قبل از افشای این رسوایی، و تولید برنامه به‌طور کامل در سال ۲۰۰۳ به پایان رسید. بی‌بی‌سی در واکنش به این موضوع به شرح زیر است:
«امروز صبح سی‌بیبیز تکرار یک قسمت از توئینی‌ها را پخش کرد، که در ابتدا در سال ۲۰۰۱ ساخته شد، که در آن شخصیتی با لباس دی جی به جای جیمی ساویل حضور داشت. این برنامه تکرار نخواهد شد و از هر گونه تخلفی که ایجاد شده بسیار متاسفیم.»

### نوامبر ۲۰۱۲: لرد مک آلپاین به دروغ در رسوایی کودک آزاری نقش داشته‌است
پس از رسوایی جیمی ساویل،نیوزنایت به بررسی رسوایی کودک آزاری در شمال ولز پرداخت. در ۲ نوامبر ۲۰۱۲، یکی از ساکنان سابق خانه کودکان در نیوزنایت مدعی شد یک سیاستمدار سابق محافظه کار برجسته، اما ناشناس، درطول دهه۱۹۷۰ از او سوء استفاده جنسی کرده‌است. این شایعه توسط کاربران توییتر و سایر رسانه‌های اجتماعی منتشر شد که این سیاستمدار را شناسایی کردند. پس از اینکه گاردین یک مورد احتمالی هویت اشتباه را گزارش کرد، لرد مک آلپاین با ادعای اینکه اتهامات کاملاً نادرست و به شدت افتراآمیز بودند، به شدت دخیل بودن او را تکذیب کرد. شاکی بدون قید و شرط عذرخواهی کرد و اعتراف کرد که به محض دیدن عکسی از فرد متوجه شد که اشتباه کرده‌است. بی بی سی نیز عذرخواهی کرد.
با این حال مک آلپاین که این ادعاها در مورد او مطرح شد، اقدام‌های قانونی را علیه پخش کنندگانی که دربارهٔ او ادعا می‌کردند آغاز کرد، در نهایت با۱۸۵۰۰۰ پوند از بی بی سی و۱۲۵۰۰۰ پوند از آی‌تی‌وی موافقت کرد. در یک پرونده افترای بعدی، سالی برکو، همسر جان برکو، رئیس مجلس عوام، به دلیل تهمت در مورد پست توییتری خود که مک آلپاین نام داشت تحت پیگرد قانونی قرار گرفت. پس از حکم دادگاه عالی به نفع شاکی، جایی که اظهارنظر برکو توهین آمیز تشخیص داده شد، او خسارت نامعلومی را به مک آلپاین پرداخت کرد.
تصمیم به پخش گزارش نیوزنایت بدون تماس با موضوع آن منجر به انتقاد بیشتر از بی‌بی‌سی و استعفای مدیرکل آن، جورج انتویستل در۱۰ نوامبر شد.

### ژوئیه ۲۰۱۳: سودهای اجرایی
در سال ۲۰۱۳، زمانی که ساویل تحقیقاتی دربارهٔ حقوق مدیران ارشد بی‌بی‌سی انجام داد، پرداخت‌های بزرگی که به مدیران در حال خروج بی‌بی‌سی داده شد، مورد توجه رسانه‌ها قرار گرفت. این تمرین چند سالی بود که ادامه داشت. مدیران ارشدی که پرداخت‌هایشان مورد انتقاد قرار گرفت عبارتند از: کارولین تامسون، مدیر عملیاتی، که در سال ۲۰۱۱ در مجموع ۶۸۰۴۰۰ پوند دریافت کرد. مارک بایفورد معاون مدیر کل که در سال ۲۰۱۱ نیز بی بی سی را ترک کرد و ۹۴۹۰۰۰ پوند گرفت. مدیر عامل بی بی سی جهانی جان اسمیت که در سال ۲۰۱۱ در مجموع۱٬۰۳۱٬۰۰۰ پوند دستمزد دریافت کرد (او بعداً ۲۰۵٬۰۰۰ پوند بازگشت). جورج آنتویستل که تنها پس از ۵۴ روز پس از بحران ساویل شغل مدیرکل را ترک کرد و مبلغ ۵۱۱۵۰۰ پوند دریافت کرد. و رولی کیتینگ، رئیس آرشیو بی‌بی‌سی، که در سال ۲۰۱۲ مبلغ ۳۷۵۰۰۰ پوند را دریافت کرد (که بعداً آن را به‌طور کامل بازپرداخت کرد). مارگارت هاج، رئیس کمیته حساب‌های عمومی، از این عمل انتقاد کرد و آن را «هدر دادن ظالمانه پول پرداخت کنندگان هزینه مجوز» خواند. پس از انتصاب او به عنوان مدیر کل، لرد هال سقف۱۵۰۰۰۰ پوندی را برای پرداخت‌های پایان کار معرفی کرد. مارک تامپسون به کمیته اقدام سیاسی اظهار داشت که این پرداخت‌ها به‌طور کامل توسط بی بی سی تراست تأیید شده‌است.

### سپتامبر ۲۰۱۴: پوشش کمپین استقلال اسکاتلند
در۱۴ سپتامبر ۲۰۱۴، هزاران معترض در مقابل دفتر مرکزی بی‌بی‌سی اسکاتلند در گلاسکو تظاهرات کردند و شرکت و سردبیر سیاسی آن نیک رابینسون را به پخش «دروغ‌گویی» و «سوگیری» علیه کمپین بله اسکاتلند متهم کردند. تظاهرکنندگان خواستار برکناری رابینسون شدند. کمپین «بله» خودش در تظاهرات شرکت نداشت. معترضان همچنین بعداً از عدم پخش پوشش خبری تظاهرات توسط بی بی سی شکایت کردند.
الکس سالموند، وزیر اول اسکاتلند و رهبر حزب ملی اسکاتلند، با این دیدگاه موافق بود که بی بی سی به نفع حفظ اتحادیه است. با این حال، در مصاحبه ای که پس از درگیری با رابینسون انجام شد، او گفت که معتقد است این تقصیر کارمندان بی بی سی در لندن است و نه خود بی بی سی اسکاتلند.
پروفسور جان رابرتسون و تیمی در دانشگاه غرب اسکاتلند تا سپتامبر ۲۰۱۳ پخش اخبار بی بی سی و آی تی وی را برای مطالعه انصاف در سال اول زیر نظر داشتند. این گزارش نشان می‌دهد که بی‌بی‌سی علیه کمپین «بله» در موضوعاهای مربوط به زمان پخش، ترتیب اخبار، شیوع اخبار بد، و ارائه گمراه‌کننده منابع به‌عنوان بی‌طرفانه مغرضانه عمل می‌کند.

### مارس ۲۰۱۵: قرارداد جرمی کلارکسون
در۱۱ مارس ۲۰۱۵، بی بی سی جرمی کلارکسون را پس از درگیری با یک تهیه‌کننده، تعلیق کرد. بعداً مشخص شد که کلارکسون، در یک «جنگ»، تهیه‌کننده أویسین تیمون را در جریان مشاجره بر سر ترتیبات پذیرایی در هتل گروه تولید تخت‌گاز مشت کرده‌است. طوماری در change.org برای بازگرداندن کلارکسون قبل از تحویل به بی‌بی‌سی بیش از یک میلیون امضاکننده داشت.
در ۲۵ مارس ۲۰۱۵، بی بی سی اعلام کرد که قرارداد جرمی کلارکسون با تخت‌گاز تمدید نخواهد شد و او از برنامه کنار گذاشته خواهد شد. پس از یک بررسی داخلی، تصمیم نهایی توسط تونی هال، مدیر کل بی بی سی گرفته شده بود. این پیشرفت باعث شد تا دیگر مجریان تخت‌گاز،ریچارد هاموند و جیمز می، با کنار گذاشتن خود از تخت‌گاز از کلارکسون حمایت کنند (با اجازه دادن به پایان قرارداد بی بی سی آنها در پایان مارس بدون تمدید).

### ژانویه ۲۰۱۶: استعفای هماهنگ شده استفان دوتی
در ژانویه ۲۰۱۶، تیم پشتیبان برنامه سیاست روزانه بی‌بی‌سی استعفای استفان دوتی، سیاستمدار حزب کارگر را کمی قبل از شروع پرسش‌های نخست‌وزیر هماهنگ کرد. اندرو الکساندر ویرایشگر خروجی برنامه یک پست وبلاگی (که بعداً حذف شد) برای وب‌سایت بی‌بی‌سی نوشت و توضیح داد که چگونه این اتفاق افتاده‌است. الکساندر نوشت: «ما می‌دانستیم که استعفای او درست قبل از سوالات رئیس جمهور یک لحظه دراماتیک با تاثیر سیاسی بزرگ خواهد بود.» زمان اعلام این خبر تضمین کرد که جرمی کوربین، رهبر حزب کارگر، غافلگیر شده‌است. لورا کوئنسبرگ، سردبیر سیاسی بی‌بی‌سی نیوز، قبل از فیلمبرداری با داوتی «قرارداد» را امضا کرد، اگرچه به نظر بینندگان این استعفا برنامه‌ریزی نشده بود. یک گروه فیلمبرداری حتی از ورود دوتی و کوئنسبرگ به استودیو قبل از اعلام خبر فیلمبرداری کردند تا بعداً در بولتن‌های خبری از تلویزیون پخش شود.

### ۲۰۱۷ و ۲۰۱۸: بحث شکاف دستمزد جنسیتی
در ژوئیه ۲۰۱۷، در پاسخ به درخواست دولت بریتانیا به عنوان شرط منشور سلطنتی جدید، بی‌بی‌سی فهرستی از تمام کارمندانی که بیش از۱۵۰۰۰۰ پوند درآمد داشتند منتشر کرد. از ۹۶ کارمند بی‌بی‌سی که از این آستانه فراتر رفتند، ۶۲ نفر مرد و ۳۴ نفر زن بودند و از هفت نفر بالاترین درآمد، همه مرد بودند. این افشاگری باعث انتقاد بی بی سی در مورد شکاف دستمزد جنسیتی شد.منتقدان دیگر نیز از فقدان تنوع قومیتی در میان پردرآمدترین شخصیت‌های بی بی سی انتقاد کردند.
در اوایل ژانویه ۲۰۱۸، اعلام شد که کری گریسی، سردبیر بی‌بی‌سی چین، به دلیل تفاوت جنسیتی حقوق از این نقش استعفا داده‌است. چند روز بعد یک گفتگوی پیش از پخش بین جان هامفریس مجری تودی و جان سوپل، سردبیر بی بی سی در آمریکای شمالی فاش شد. همفریس در حال شوخی در مورد نابرابری ضبط شد. گفته می‌شود که خود مدیریت بی بی سی از اظهارات هامفریس «عمیقاً تحت تاثیر قرار نگرفته‌است».
در ۲۶ ژانویه مشخص شد که برخی از مجریان مرد برجسته بی بی سی حقوق خود را کاهش خواهند داد. بگفته آمل راجان سردبیر رسانه بی بی سی، هو ادواردز، جرمی واین و جان هامفریس از جمله کسانی بودند که با کاهش حقوق موافقت کردند.
در گزارشی که در آن شب در بی بی سی نیوز در ساعت ده پخش شد، فیلم از آن لحظه تا حد زیادی دست نخورده (کامل با صدا) بود، اما در گزارش دیگری دربارهٔ همان مناظره که در بولتن کوتاه‌تر ناهار روز شنبه پخش شد، خنده از آن حذف شد. فیلم یکی از کاربران در توییتر توجه خود را به این تفاوت جلب کرد. پیتر اوبورن، روزنامه‌نگار، این حادثه را با سانسور تلویزیون شوروی مقایسه کرد، در حالی که هاو ادواردز، مجری بی بی سی نیوز، دفاع کرد که این یک اشتباه بود تا یک توطئه.

## ۲۰۲۰–اکنون

### ۲۰۲۰: اظهارات امیلی مایتلیس در مورد جنجال کروناویروس دومینیک کامینگز
درطول قرنطینه COVID-19، معلوم شد که دومینیک کامینگز، مشاور ارشد نخست‌وزیر بوریس جانسون، از لندن به خانه والدینش در شهرستان دورهام سفر کرده‌است.کامینگز از اقدام‌های خود دفاع کرد و از حمایت جانسون برخوردار شد که جرقه اتهاماتی مبنی بر استانداردهای دوگانه در اجرای قرنطینه را برانگیخت. در ۲۶ مه، امیلی مایتلیس، مجری برنامه نیوزنایت بی بی سی، یک قطعه بسیار انتقادی را مستقیماً به دوربین دربارهٔ این ماجرا ارائه داد و اظهار داشت که «دومینیک کامینگز قوانین را زیر پا گذاشت، کشور می‌تواند این را ببیند، و این شوکه شده‌است که دولت نمی‌تواند… او به کسانی که برای رعایت قوانین تلاش می‌کردند احساس احمق بودن را ایجاد کرد و به بسیاری دیگر اجازه داد که فرض کنند اکنون می‌توانند قوانین را نادیده بگیرند. نخست‌وزیر همه این‌ها را می‌داند، اما علی‌رغم استعفای یک وزیر، نگرانی فزاینده از سوی پشتیبان‌های او، هشدار زودهنگام دراماتیک از نظرسنجی‌ها و یک نگرانی عمیق ملی، بوریس جانسون تصمیم گرفته‌است که آن را نادیده بگیرد. امشب، آنچه را که این وفاداری کورکورانه در مورد عملکرد شماره۱۰ به ما می‌گوید، در نظر می‌گیریم.» این قطعه به عنوان مغرضانه و نامناسب برای پخش کننده بی طرف مورد انتقاد قرار گرفت. بی‌بی‌سی بعداً اعلام کرد که این قطعه «با استانداردهای بی‌طرفانه ما مطابقت ندارد».

### ۲۰۲۱: پوشش خبری مرگ شاهزاده فیلیپ
قه برای تلویزیون بریتانیاست، که بی‌بی‌سی را به پوشش بیش از حد و تلاش برای ایجاد غم و اندوه ملی متهم کرد.

### ۲۰۲۱: مصاحبه شاهزاده خانم ولز
در سال ۲۰۲۱، اتهاماتی مطرح شد که مارتین بشیر، مصاحبه‌گر سابق بی‌بی‌سی، برای به دست آوردن مصاحبه سال۱۹۹۵ خود با دایانا، شاهزاده ولز، دروغ گفته‌است. هر دو پسر دایانا، شاهزاده ویلیام و پرنس هری، بیانیه‌هایی در محکومیت بشیر منتشر کردند و گفتند اقدام‌های او غیراخلاقی است. اسکاتلندیارد گفت که آنها آنچه را که اتفاق افتاده‌است ارزیابی خواهند کرد تا ببینند آیا تحقیقات جنایی مورد نیاز است یا خیر. در نتیجه این جنجال، لرد هال، مدیر کل سابق بی بی سی از ریاست گالری ملی استعفا داد.

### ۲۰۲۲: پرتاب شالی
در اکتبر ۲۰۲۲، در بررسی آنلاین بازی منچستریونایتد و تاتنهام، کریستیانو رونالدو توسط فیل مک‌نولتی به پرتاب پدی در وبلاگ ورزشی بی‌بی‌سی متهم شد، زمانی که رونالدو از روی نیمکت خودداری کرد. عبارت منسوخ شده به معنای واکنش بیش از حد است. این اتفاق چند هفته پس از آن رخ داد که بی‌بی‌سی تیم فوتبال زنان جمهوری ایرلند را به نژادپرستی متهم کرد، زمانی که ویدیویی از این تیم در حال آواز خواندن «آرام» منتشر شد. بی بی سی از عذرخواهی امتناع کرده‌است اما عبارت «پرتاب یک پدی» را از بررسی مسابقه حذف کرده‌است.